# نادي القناة
نادى القناة الرياضي  هو أحد أندية كرة القدم المصرية ومقره في مدينة الإسماعيلية تأسس عام 1946.

## نبذه عن تاريخ النادي
استطاع فريق نادي القناة لكرة القدم إحراز كأس مصر في 19 يونيو من عام 1964 بعد تغلبه على فريق السكة الحديد 2-0 في المباراة التي جرت بينهما على ملعب نادي الترسانة , لتصبح أول بطولة تفوز بها الإسماعيلية في تاريخها.
بدأت كرة القدم بنادي القناة عندما قام عدد من المقاولين من أبناء الإسماعيلية في منتصف ثلاثينات القرن الماضي بتشكيل فريق لكرة القدم باسم نادي بدران و ضم الفريق بين صفوفه إسماعيل أبو جريشة و محمد أبو جريشة و سيد حامد ودرويش عثمان وإبراهيم السمالوطي، وشارك هذا الفريق في دوري منطقة القناة مع اندية الإسماعيلي و اليوناني و المصري البورسعيدي و بور فؤاد وهوستريا و فورتس وشكاريا.
و مع بداية الأربعينات انتقل الفريق الي ملعب القناة القديم خلف مصنع الكوكاكولا وأصبح مهابة الفرق الأجنبية بالإسماعيلية مثل الوندروز والكنال اريا ومنتخب الجيش الإنجليزي، ومع بداية الحرب العالمية الثانية توقف نشاط نادي بدران تماما.
في عام 1948 نجح أعضاء النادي في إقناع إدارة الشركة العالمية لقناة السويس لضم نادي بدران الي الشركة ليصبح اسمه اوليمبي القناة تحت إدارة بول بلان الفرنسي وشارك لأول مرة في بطولة الدوري العام المصري في نفس العام.
استطاع هذا الفريق من الصعود إلى دوري الأضواء والشهرة في موسم 53/54 حيث انضم إليهم كل من : روكا - محمد عبد الله - انوس الكبير - علي لافي - يوسف أبو العلا، بالإضافة إلى عدد من اللاعبين الأجانب أمثال بولاكاكس وبراسكوس و جورج ديمندولس.
بعد قرار الزعيم الراحل جمال عبد الناصر بتأميم القناة عام 1956 تم تشكيل مجلس إدارة لنادي القناة برئاسة المهندس مجد ماجد وانضم كل من : سيد وصلاح أبو جريشة - فتحي نافع - بيضو - لوفا - عادل زين - علي عبد الحفيظ - عبد المنعم قرني - حافظ غباشي إلى صفوف الفريق، ونافس نادي القناة أندية القاهرة كممثل للإسماعيلية خاصة وإن هذة الفترة شهدت هبوط الإسماعيلي إلى الدرجة الثانية، حتى استطاع عام 64 من إحراز أول بطولة للإسماعيلية .
تخطى القناة في دور ال 16 نادي بورفؤاد بهدف لوفا، ثم فاز على النادي الأهلي 2-1 في دور الثمانية وأحرز الهدفين محمد عبد العظيم وعصمت قينون، ثم فاز على نادي الزمالك في دور الأربعة بنفس النتيجة وسجل الهدفين غريب عبد الفتاح ونصر السيد، ليلتقي بفريق السكة الحديد في نهائي البطولة ويسجل عادل زين ولوفا هدفي الفوز بالبطولة، تحت قيادة المدرب اليوغوسلافي تاديتش ومساعده أحمد عبد الحليم ومدرب اللياقة البدنية فاروق الأخرس، ومثل الفريق في المباراة النهائية غريب عبد الفتاح - فوزي عبد العال - لوفا - عادل زين - عصمت قينون - وهبة عارف - إبراهيم فؤاد - صابر العرباتي - السيد التابعي - أحمد مهران - نصر السيد - إبراهيم عبد المولى - محمد عبد العظيم - السيد الطباخ - سمير شفيق - نشأت نصير .
هبط الفريق إلى الدرجة الثانية في الموسم التالي مباشرة في مفاجأة من العيار الثقيل إلا أنه استطاع الصعود مرة أخرى في الموسم التالي مباشرة . و لكنه عاد وهبط من جديد موسم 75-76 و ظل في دوري الدرجة الثانية طوال 15 عاما حتى موسم 1990-1991 استطاع الصعود للممتاز تحت قيادة المهندس حسني عبد الجليل وعادل زين ليصعد من جديد إلى الدوري المصري الممتاز .
لكن عاد وهبط من جديد موسم 2001-2002 , ثم صعد للممتاز الموسم التالي لمدة موسم وحيد ليعاود الهبوط والمعاناة من التخبط والضياع مرة أخرى .

## الألقاب
كأس مصر: (1)
- البطل 1964

كأس الدوري المصري: (1) (رقم قياسي)
- 2000[2]

## الفرق الرياضية المختلفة والبطولات
في عام 1947 كانت بداية ظهور لعبة الهوكي بمصر حيث تصدر فريق القناة للهوكي البطولات حتى أواخر السبعينيات واعتمد منتخب مصر للهوكي على لاعبي القناة بشكل أساسي طوال هذة الفترة ومن أشهر لاعبيه :
أحمد السجاعي - حسن وحسين عرفات - علي حسين - مصطفى حسين - محمود الدمنهوري - محمد يونس - إسماعيل حجازي - حسن رشدي - إبراهيم السجاعي - فاروق محيسن - بيومي الحلوس - يوسف الصولي - ممدوح كساب - رشدى الترجمان - إسماعيل الجعفري - فاروق حمدان - محمد سكر - صلاح الدمنهوري - عائلة الجنايني ( سيد وعبد المنعم وعبد العظيم وعمر و علي ) , و كان علي الجنايني نجم النجوم خاصة بعد مشاركته مع منتخب مصر في إحراز ذهبية البحر الأبيض بإيطاليا عام 63 و حصوله على وسام الجمهورية من الطبقة الأولى عام 64 كما حصل على لقب أحسن لاعب في أفريقيا عام 1974 . كما كان حلمي حسنين هو الأشهر على الإطلاق حيث بدء حياته مع لعبة الهوكي في عمر الخمسة عشر عاما وأعلن اعتزاله في سن الستين.
كما كان لنادي القناة ظهور في عدة رياضات مختلفة أخرى مثل السباحة وكرة الماء وكرة السلة، ولم يفرز نادي القناة قديما نجوم في اللعبات الجماعية فقط وإنما كان له النجوم في عالم تنس الطاولة والتنس الارضي والفروسية والمصارعة والملاكمة , فكان نادي القناة هو أول درجات التالق الرياضي لأبناء الإسماعيلية في كافة اللعبات وكان بمثابة الوحش للأندية المصرية والأفريقية بل وحقق أبنائه العديد من البطولات على المستوى العربي والدولي.

## وصلات
- نبذه عن نادي القناة-موقع جول
- اخبار عن نادي القناة على موقع المصري اليوم
- المستشار يحيى المحجوب يصرح أن نادي القناة بمثابة «الحصان الأسود» في موسم 2013-14